# Cybersäkerhet
Cybersäkerhet, även kallat datasäkerhet, är den delen av IT-säkerhet som avser att skydda datorsystem. I detta ingår förebyggande, upptäckt och åtgärdande av obehöriga användare av datorsystem, bland annat hackers och virus. Men cybersäkerhet innebär också att man skyddar datorsystem mot andra risker, som till exempel förlust av data på grund av en hårddiskkrasch. 

## Introduktion
Det finns fem grundprinciper inom cybersäkerhet.
1. Sekretess: förhindrande av obehörigt avslöjande av information
2. Integritet: förhindrande av obehörig eller oavsiktlig förändring av information
3. Tillgänglighet: förhindrande av obehörigt undanhållande av information
4. Spårbarhet: att vissa eller alla aktiviteter i ett system ska kunna härledas till en användare
5. Oavvislighet: omöjliggörande av förnekande av att data skickats eller mottagits

Då Internet idag är lättillgängligt för så många, har cybersäkerhet blivit ett problem för konsumenten. För slutanvändaren har cybersäkerhet kommit att handla om att skydda sin egen dator eller sitt lokala nätverk från intrång.

## Vanliga hot och säkerhetsåtgärder
En del cybersäkerhetsproblem är relativt lätta att som vanlig hemanvändare skydda sig mot. Samma sak gäller användare på arbetsplatser och offentlighetspersoner, men då finns risken för mer avancerade riktade attacker, mot vilka till exempel antivirusprogram inte hjälper särskilt mycket. Problemet med att datasystem saknar tillräcklig säkerhet för vissa användningsområden är ett problem som inte kan lösas av slutanvändaren.

### Programuppdateringar
De flesta datorvirus, trojanska hästar och maskar utnyttjar programfel som redan är kända och rättade. Genom att installera dessa rättningar från programvaruleverantören kan slutanvändaren skydda sig mot hotet. Många program har idag funktionalitet för automatiska uppdateringar som gör att underhållningsarbetet med uppdateringar förenklas.

### Antivirus
Virus och annan skadlig programvara är stora hot mot slutanvändares cybersäkerhet. De kan stjäla värdefull information som kreditkortsuppgifter och inloggningsuppgifter, förstöra information eller tvinga användaren att ta del av reklam. 
FreeBSD, Linux, Mac OS är operativsystem som har ytterst få virusangrepp. Detta kan härledas till att man i princip byggt ett brandsäkert hus istället för att satsa på en stor brandsläckare. Microsofts Windows är dock hårt drabbat med implicit krav på att uppdaterat antivirusprogram för att vara användbart och få effektivt skydd mot kända virushot. Antivirusprogram behöver kontinuerligt uppdatera sina virusdefinitioner till de senaste genom att ladda ner dessa. Antivirusprogram kan ta så mycket resurser i anspråk att datorn upplevs som långsam, men en Microsoft Windows maskin kan inte vara utan. För andra operativsystem än Windows är nyttan av antivirusprogrammen omdebatterad. Antivirusprogram skyddar inte enbart mot datorvirus utan också mot viss annan skadlig kod – men inte mot alla problem.

### Säkerhetskopiering
För att skydda data vid skivkrasch, eldsvåda eller dataintrång är det väsentligt att man konsekvent tagit säkerhetskopior av alla väsentliga filer. Säkerhetskopior skyddar dock bara mot dataförlust om de tas kontinuerligt, eftersom man vid en katastrof potentiellt förlorar all data från den senaste säkerhetskopieringen. Av samma orsak bör säkerhetskopieringen skötas automatiskt enligt ett genomtänkt schema, inte bara när man minns att säkerhetskopiera en viss fil. Manuell säkerhetskopiering kan användas som komplement för vissa filer.

### Ominstallation av operativsystem
Genom att omformatera disken och ominstallera operativsystem och annan programvara försvinner skadlig kod som kan ha installerats vid ett dataintrång, förutsatt att den inte hittat till de medier man använder för återställningen, eller installerats i olika kretsar på datorn (BIOS eller dess moderna ersättare). Det kan vara skäl att innan man använder säkerhetskopiorna kontrollera dem med antivirusprogram. Alla USB-stickor och motsvarande medier man använt efter inbrottet kan ha också ha blivit infekterade.

### Lösenord
Den svagaste länken är ofta användarens lösenord. Idag används ofta en kombination av användarnamn och lösenord för att autentisera användaren till en resurs. Säkerheten i detta system förutsätter att ingen annan än den autentiserade användaren har tillgång till lösenordet ifråga och att ingen annan kan gissa det. Dessa antaganden visar sig ofta vara falska. Genom att tvinga användarna att välja "bra" lösenord kan man försvåra för obehöriga att få tillträde, förutsatt att det inte leder till andra problem – ofta leder det till att användaren skriver ner sitt lösenord, undviker att byta det vid behov, använder samma lösenord i flera system eller andra problem.
Det finns program som automatiskt provar igenom ordlistor med varianter, så användaren bör undvika lösenord som är ord på något språk, egennamn eller enkla varianter eller kombinationer av dem, eller enkla mönster på tangentbordet. Den som använder programmet kan ha möjlighet att välja vilka ordlistor som skall användas och hurudana varianter som skall prövas. 
Då en person försöker komma åt lösenordsskyddat material eller datorer där man kan logga in med lösenord kan han förutom ordböcker och ofta använda lösenord utnyttja skriftlig information som går att koppla ihop med användarnamnet. Lösenord härledda ur eget namn, datorsystemets namn, uppgifter som finns på ens webbsidor (såsom familjemedlemmars och keldjurs namn) är alltså dåliga val. I en riktad attack kan också personnummer, vänners födelsedatum och liknande användas. En dator kan snabbt pröva hundratusentals olika kombinationer av sådan information.
Traditionellt bestod lösenorden av 5–8 tecken, men i moderna system kan sådana inte längre betraktas som säkra. Istället rekommenderas lösenfraser: en normal mening på kanske ett 20-tal tecken. En sådan är lättare att komma ihåg än korta lösenord där man måste undvika riktiga ord, också om den är längre. En sådan fras kunde vara "Jag vänder vid tredje grinden". Första raden ur en sång eller någon annan publicerad fras är inte lämplig.
Lösenordet skall inte skrivas ner och förvaras i närheten av datorn om obehöriga där kan komma åt dem (kunder, städare, servicepersonal). Lösenordet måste därför vara någorlunda lätt att komma ihåg och får inte bytas alltför ofta. De flesta webbläsare (och särskilda datorprogram för ändamålet) kan minnas lösenord för olika webbplatser och därmed minska behovet att minnas många lösenord. En nackdel är att ett inbrott på datorn då kan avslöja alla lösenorden.
I många fall kan man undvika inbrott via lösenord genom att med brandvägg eller rätta inställningar hindra inloggning från nätet. Man kan också begränsa från vilka datorer eller nät man får logga in och i vissa fall använda andra typers nycklar istället för lösenord.

### Utbildning om riskerna med e-post och externa medier
Ett elektroniskt brev kommer inte alltid från den det ser ut att komma från. Också då den kommer från en känd avsändare kan det vara modifierat eller innehålla skadlig kod som avsändaren inte är medveten om. Genom att läsa brevhuvudets parametrar ("headers") så kan man i de flesta fall ta reda på meddelandets giltighet. Även CD-skivor, USB-minnen och liknande kan komma från annan avsändare än den man tror och innehålla skadlig kod även i de fall avsändaren är känd.
Det väsentliga är att inte köra ("exekvera") främmande programkod och att inte luras att ge ut känslig information, såsom lösenord. Antivirusprogram och skräppostfilter kan användas för att filtrera bort en del farligt innehåll, men skyddar inte mot alla nya attacker.
Skadlig programkod kan finnas i flera olika typer av e-postbilagor, Microsofts-Windows autorun-kod på CD-skivor och USB-minnen eller i html-kod. E-postprogrammet och filhanteraren bör vara inställda så att sådan programkod inte körs automatiskt eller av misstag. Program som skickats utan tidigare överenskommelse bör inte köras.
Så kallade kontorsprogram ger ofta möjlighet att inkludera makron i dokumentet. Sådana bör inte köras annat än om man kan försäkra sig om att inga skadliga konsekvenser uppstår. Dvs kontrollera kod och avsändare.
E-post i html-format kan ibland utnyttja säkerhetsluckor lättare än motsvarande kod på en webbplats, därtill kan man genom att inkludera referenser till bilder lura programmet att ta kontakt med Internet. E-post i textform är säkrare (och tar mindre plats i arkiven). Bildens adress kan i sig innehålla spårnummer som gör att avsändaren vet att e-postadressen är aktiv och kan användas för fler oönskade meddelanden.

### WWW
Webbläsare är program som automatiskt behandlar kod som kan vara skadlig. Därför är det viktigt att sådant program konstrueras korrekt, men fel inträffar ändå och bör uppdateras allteftersom säkerhetshål upptäcks. Eftersom de flesta datoranvändare idag använder sig av en webbläsare kan ett enda säkerhetshål i en webbläsare påverka miljontals datorer och deras användare.
För att undvika att bli bland de första som drabbas (innan luckan blivit täppt) är det bra att slå av ActiveX, javascript, java och annan automatiskt utförd programkod annat än på webbplatser man litar på och där dessa tillägg ("extensions/plugin") behövs. Man skall också vara försiktig med vilka programtillägg man tillåter webbläsaren att använda och köra; ett felaktigt tillägg för att visa film i webbläsaren kan utnyttjas för att någon annan ska ta kontroll över datorn.

## Datornätverk
Sedan 1970-talet har större och större nätverk av datorer kopplats ihop. Med fördelarna av dessa kopplingar kom även nackdelarna. Den 2 november 1988 blev detta uppenbart då den första internet-masken The Morris Worm drabbade dator-världen.

## Kostnader och konsekvenser av säkerhetsöverträdelser
Säkerhetsöverträdelser har orsakat allvarliga ekonomiska skador, men eftersom det inte finns någon standardmodell för att uppskatta kostnaden för en incident är det bara uppgifter som offentliggjorts av de berörda organisationerna som är tillgängliga. "Flera konsultföretag inom datasäkerhet gör uppskattningar av de totala globala förlusterna i samband med maskvirusattacker och fientliga digitala aktiviteter i allmänhet. Uppskattningarna av dessa företags förluster för 2003 varierar från 13 miljarder USD (endast maskar och virus) till 226 miljarder USD (för alla former av smygattacker). Trovärdigheten i dessa uppskattningar ifrågasätts ofta; den underliggande metodiken är till stor del anekdotisk ". Om känsliga uppgifter också går förlorade i ett säkerhetsintrång skadar det ofta ett företags rykte.

## Cybersäkerhet ochartificiell intelligens
Enligt Statista har allt fler cyberattacker en koppling till användningen av AI-tjänster. Enligt Statista beräknas framtida kostnader för cyberbrott med en koppling till artificiell intelligens öka från 24 miljarder dollar år 2023 till 134 miljarder dollar 2030.
Hackers använder sig av ett antal nya metoder för att utnyttja svagheter i användningen av AI-tjänster. Bland dessa nya metoder finns dataförgifting, stöld av AI-modeller, modellinversion och evasionsattacker.

## Karriär
Cybersäkerhet är ett snabbt växande IT-område som syftar till att minska risken för att organisationer blir hackade eller att uppgifter röjs. Enligt forskning från Enterprise Strategy Group säger 46% av organisationerna att de har en "problematisk brist" på cybersäkerhetskompetens 2016, en ökning från 28% 2015. Alla kommersiella, statliga och icke-statliga organisationer har cybersäkerhetsspecialister anställda. Efterfrågan på cybersäkerhetsarbetare ökar snabbast i branscher som hanterar allt större mängder konsumentdata, tex. finans, hälso- och sjukvård samt detaljhandel. Användningen av termen cybersäkerhet är dock vanligare i statliga arbetsbeskrivningar.